# یوکا ساوسو
یوکا ساوسو (فنلاندی: Jukka Sauso؛ زادهٔ ۲۰ ژوئن ۱۹۸۲) بازیکن فوتبال اهل فنلاند است.
از باشگاه‌هایی که در آن بازی کرده‌است می‌توان به باشگاه فوتبال هلسینکی، باشگاه فوتبال اورگریته، و باشگاه فوتبال واسان پالوسئورا اشاره کرد.
وی همچنین در تیم ملی فوتبال فنلاند بازی کرده‌است.